# Осипов Віталій Олександрович
Віталій Олександрович Осипов (нар. Олександрія Кіровоградської области) — український волейбольний тренер, колишній волейболіст.

## Життєпис
Із сім’єю переїхав до м. Орджонікідзе (нині м. Покров) Дніпропетровської области. 
Виступав за «Шахтар» (Донецьк), МДУ (Москва), «Надзбруччя» (Тернопіль, граючий тренер), 6 років грав у Словаччині. 
Тренував юніорську збірну України (з якою пробився до фінальної частини Чемпіонату Європи), «Лучеськ-Підшипник» (Луцьк), «Шахтоспецстрой» (Солігорськ, Білорусь), «Локомотив» (Харків), «Металург» (Жлобин, Білорусь – 2 місце у сезоні-2009/10). Улітку 2010 року очолив команду клубу «Будівельник-Динамо-Буковина» (Чернівці).